# 2001 au théâtre
| Années du théâtre : 1998 - 1999 - 2000 - 2001 - 2002 - 2003 - 2004    |
| Décennies du théâtre : 1970 - 1980 - 1990 - 2000 - 2010 - 2020 - 2030 |

Cet article présente les faits marquants de l'année 2001 au théâtre.

## Événements
- Le critique britannique Aleks Sierz (en) publie chez Faber & Faber son ouvrage In-Yer-Face Theatre: British Drama Today (In-Yer-Face! Le théâtre britannique des années 1990, trad. Nicolas Boileau et Delphine Lemonnier-Texier). Il donne ainsi un nom à une forme théâtrale britannique née dans les années 1990 qui se distingue par un emploi volontairement choquant et provocant de la violence et de la vulgarité : « le théâtre In-Yer-Face » (soit Dans-Ta-Gueule), qui est aussi appelé « néo-brutalisme » ou « théâtre coup-de-poing ».
- Philippe Tesson rachète la revue L'Avant-Scène à Danielle Dumas, qui en reste rédactrice en chef jusqu'en 2004.

## Pièces de théâtre représentées
- 9 janvier : Le Crime du XXIe siècle d'Edward Bond, mise en scène Alain Françon, Théâtre national de la Colline
- 9 janvier : La Tragédie d'Othello, le Maure de Venise de William Shakespeare (Othello), mise en scène Dominique Pitoiset, Théâtre national de Bretagne
- 19 janvier : Mélancholia de Jon Fosse, mise en scène Claude Régy, Théâtre national de la Colline
- 1er mars : Le Cercle de craie caucasien de Bertolt Brecht, mise en scène Benno Besson, Théâtre national de la Colline
- 9 mars : Médée de Hans Henny Jahnn, mise en scène Anita Picchiarini, Théâtre national de la Colline
- 30 mars : L'Exaltation du labyrinthe d'Olivier Py, mise en scène Stéphane Braunschweig, Théâtre national de Strasbourg
- 10 mai : Visage de feu de Marius von Mayenburg, mise en scène Alain Françon, Théâtre national de la Colline
- 6 juin : Der Name (Le Nom) de Jon Fosse, mise en scène Thomas Ostermeier, Théâtre national de la Colline
- 19 juin : Gier (Manque) de Sarah Kane, mise en scène Thomas Ostermeier, Théâtre national de la Colline
- 19 septembre : Asservissement Sexuel Volontaire de Pascal Rambert, mise en scène de l'auteur, Théâtre national de la Colline
- 28 septembre : L'Échange de Paul Claudel, mise en scène Jean-Pierre Vincent, Théâtre Nanterre-Amandiers
- 29 septembre : Violences : Âmes et Demeures et Corps et tentations de Didier-Georges Gabily, mise en scène Stanislas Nordey, Théâtre national de la Colline
- 8 novembre : Je vous aime monsieur Simon : je vous enlève de Jean-Marie Patte, Théâtre national de la Colline
- 8 novembre : Impair et Père de Ray Cooney, Jean-Luc Moreau, Théâtre de la Michodière
- 8 novembre : La Mouette d'Anton Tchekhov, mise en scène Stéphane Braunschweig, Théâtre national de Strasbourg
- 9 novembre : Catoblépas de Gaétan Soucy, mise en scène Denis Marleau, Théâtre national de la Colline
- 11 novembre : La Princesse Maleine de Maurice Maeterlinck, mise en scène Yves Beaunesne, Théâtre national de la Colline

## Récompenses
- 7 mai : 15e Nuit des Molières (Molières 2001)

## Décès
- 1er janvier : Madeleine Barbulée (°1910)
- 10 janvier : Jacques Marin (°1919)
- 25 janvier : Guy Tréjan (°1921)
- 30 janvier : Jean-Pierre Aumont (°1911)
- 9 février : Marcel Lupovici (°1909)
- 14 février : Guy Grosso (°1933)
- 6 mars : Nane Germon (°1909)
- 11 mars : Claude Vermorel (°1906)
- 13 mars : Jean Bretonnière (°1924)
- 31 mars :
  - Nakamura Utaemon VI
  - Jean-Marc Bory (°1934)
- 5 juin : Simone Benmussa (°1931)
- 25 août : Philippe Léotard (°1940)
- 16 octobre : Jean Danet (°1924)
- 18 octobre : Philippe Clévenot (°1942)
- 20 octobre : Roger Coggio (°1934)
- 12 décembre : Jean Richard (°1921)
- 14 décembre : Claude Santelli (°1923)
- 18 décembre : Marcelle Tassencourt (°1914)
- 20 décembre : Jacques Mauclair (°1919)